# Velika nagrada Tripolisa
Velika nagrada Tripolisa je bila avtomobilistična dirka, ki je med letoma 1925 in 1940 potekala v okolici libijskega mesta Tripolis.

## Zmagovalci
| Leto | Zmagovalec          | Moštvo        | Dirkališče | Poročilo |
| ---- | ------------------- | ------------- | ---------- | -------- |
| 1940 | Giuseppe Farina     | Alfa Romeo    | Mellaha    | Poročilo |
| 1939 | Hermann Lang        | Mercedes-Benz | Mellaha    | Poročilo |
| 1938 | Hermann Lang        | Mercedes-Benz | Mellaha    | Poročilo |
| 1937 | Hermann Lang        | Mercedes-Benz | Mellaha    | Poročilo |
| 1936 | Achille Varzi       | Auto Union    | Mellaha    | Poročilo |
| 1935 | Rudolf Caracciola   | Mercedes-Benz | Mellaha    | Poročilo |
| 1934 | Achille Varzi       | Alfa Romeo    | Mellaha    | Poročilo |
| 1933 | Achille Varzi       | Bugatti       | Mellaha    | Poročilo |
| 1930 | Baconin Borzacchini | Maserati      | Tripoli    | Poročilo |
| 1929 | Gastone Brilli-Peri | Talbot        | Tripoli    | Poročilo |
| 1928 | Tazio Nuvolari      | Bugatti       | Tripoli    | Poročilo |
| 1927 | Emilio Materassi    | Bugatti       | Tripoli    | Poročilo |
| 1926 | François Eysermann  | Bugatti       | Tripoli    | Poročilo |
| 1925 | Renato Balestrero   | OM            | Tripoli    | Poročilo |